# Colombias herrlandslag i vattenpolo
Colombias herrlandslag i vattenpolo representerar Colombia i vattenpolo på herrsidan och slutade på 16:e plats vid hemma-VM 1975. Det är lagets hittills enda deltagande vid VM.

### Fotnoter
1. ↑  Todor Krastev (11 mars 1975). ”Men Water Polo World Championship 1975 Cali (COL) - 19-25.07 Winner Soviet Union” (på engelska). Sport Statistics. Arkiverad från originalet den 27 juni 2015. https://web.archive.org/web/20150627043401/http://todor66.com/Water_Polo/World/Men_1975.html. Läst 7 september 2015.